# Dryophylax corocoroensis
Dryophylax corocoroensis — вид змій родини полозових (Colubridae). Ендемік Венесуели.

## Поширення і екологія
Dryophylax corocoroensis відомі з типової місцевості, розташованої на тепуї Корокоро на Гвіанському нагір'ї, а штаті Болівар, на висоті 2150 м над рівнем моря. Вони живуть у вологих гірських тропічних лісах.